# 1-й полк пеших егерей Императорской гвардии
1-й полк пе́ших егере́й Импера́торской гва́рдии (фр. 1er régiment de chasseurs à pied de la Garde impériale) — элитное подразделение, сформированное Наполеоном сразу после прихода к власти из частей пеших гидов (фр. Guides à pied de l'armée), бывших с ним в египетской кампании. Полк являлся одним из ключевых элементов Императорской гвардии, и наряду с пешими гренадерами, конными гренадерами и конными егерями входил в состав Старой гвардии. Был расформирован сразу после второй реставрации Бурбонов.

## Условия к кандидатам
1. Участие не менее чем в трёх кампаниях (с 1802 года — в 4-х кампаниях).
2. Иметь «награды, которые даются храбрецам за отличие в бою или получить боевые раны».
3. Состоять на действительной военной службе.
4. Иметь рост не менее 170 см.
5. Отличаться безупречным поведением в течение всей предыдущей службы.

Императорский декрет от 29 июля 1804 года подтвердил во многом эти требования, однако несколько смягчил пункты, относящиеся к физическим данным кандидатов: отныне для вступления в ряды егерей достаточно было иметь рост 167 см. Более «мягким» стало условие наличия в послужном списке кампаний: требовалось иметь за плечами лишь два военных похода.

## История названий полка

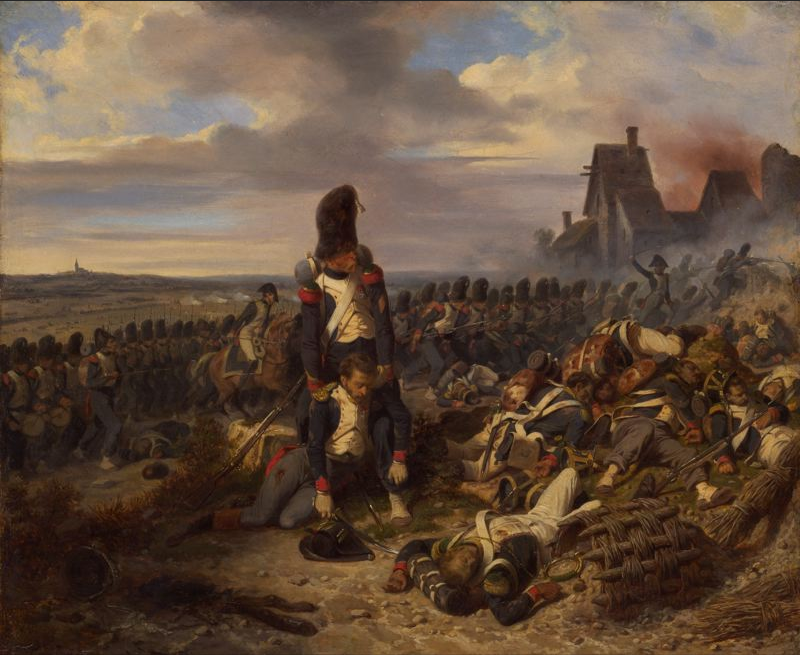
Пешие егеря Старой гвардии в бою (худ. Ипполит Белланже)

- 3 января 1800 года — рота пеших егерей Гвардии консулов (фр. compagnie de chasseurs à pied de Garde des consuls);
- 18 марта 1802 года — полк пеших егерей Консульской гвардии (фр. Régiment de chasseurs à pied de la Garde consulaire);
- 18 мая 1804 года — полк пеших егерей Императорской гвардии (фр. Régiment de chasseurs à pied de la Garde impériale);
- 15 апреля 1806 года — 1-й полк пеших егерей Императорской гвардии (фр. 1er régiment de chasseurs à pied de la Garde impériale);
- 16 января 1809 года — полк пеших егерей Императорской гвардии (фр. Régiment de chasseurs à pied de la Garde impériale);
- 18 мая 1811 года — 1-й полк пеших егерей Императорской гвардии (фр. 1er régiment de chasseurs à pied de la Garde impériale);
- 12 мая 1814 года — расформирован королевским ордонансом;
- 8 апреля 1815 года — 1-й полк пеших егерей Императорской гвардии (фр. 1er régiment de chasseurs à pied de la Garde impériale);
- 15 сентября 1815 года — окончательно расформирован.

## Командиры полка
- Жером Сулес (6 декабря 1801 — 15 апреля 1806)
- Жан-Луи Гро (15 апреля 1806 — 17 января 1813)
- Пьер Деку (8 марта — 4 августа 1813)
- Анри Роттамбур (14 сентября — 20 ноября 1813)
- Пьер Камбронн (20 ноября 1813 — 13 апреля 1814)
- Клод-Этьен Мишель (20 августа 1814 — 13 апреля 1815)
- Пьер Камбронн (13 апреля — 25 июня 1815)
- Жан-Жак Пеле-Клозо (25 июня — 15 сентября 1815)

## Заместители командира полка
- Жан-Луи Гро (30 января 1804 — 15 апреля 1806)

## Почётные сражения: модель флага 1815 года
- Marengo 1800
- Ulm 1805
- Austerlitz 1805
- Eylau 1807
- Friedland 1807
- Ekmull 1809
- Essling 1809
- Wagram 1809
- Smolensk 1812
- Vienne, Berlin, Madrid et Moscou.